# Karl-Werner Hansmann
Karl-Werner Hansmann (* 21. Mai 1943 in Kassel) ist ein deutscher Volks- und Betriebswirt und emeritierter Professor für Betriebswirtschaftslehre (BWL) an der Universität Hamburg.

## Leben
Karl-Werner Hansmann absolvierte ein Studium der Volkswirtschaftslehre (VWL) an der Philipps-Universität Marburg und studierte Betriebswirtschaftslehre an der Universität Hamburg. 1972 promovierte er zum Dr. rer. pol. am Institut von Herbert Jacob an der Universität Hamburg. Als Thema seiner Dissertation wählte er Entscheidungsmodelle zur Standortplanung der Industrieunternehmen. 1977 habilitierte er und wurde anschließend Wissenschaftlicher Rat und Professor der Universität Hamburg. Das Thema seiner Habilitationsschrift lautete Dynamische Aktienanlage-Planung. 1980 wurde Hansmann zum ordentlichen Professor für Betriebswirtschaftslehre, insbesondere Industriebetriebslehre, an die Helmut-Schmidt-Universität in Hamburg berufen.
Dort wurde von ihm in enger Zusammenarbeit mit der Wirtschaft das Institut für Industriebetriebsforschung gegründet. 1985 wurde Hansmann für zwei Amtszeiten Vizepräsident der Helmut-Schmidt-Universität Hamburg. Von 1983 bis 1989 hielt er sich häufig als Gastprofessor in den USA und in Frankreich an der Universität Bordeaux auf.
Mehrere Rufe auf betriebswirtschaftliche Lehrstühle, u. a. an die Universität Mannheim, lehnte Hansmann ab, bevor er zum Universitätsprofessor an die Universität Hamburg und Nachfolger von Herbert Jacob als Direktor des Instituts für Industriebetriebslehre und Organisation berufen wurde. Sein Lehrbuch Industrielles Management, das bisher in der achten Auflage erschienen ist, zählt zu den Standardwerken der Betriebswirtschaftslehre. Bereits 1998 veröffentlichte Hansmann als Herausgeber das Buch Umweltorientierte Betriebswirtschaftslehre. Dies ist ein Indiz dafür, dass er einer der ersten war, der die Bedeutung der ökologischen Aspekte der Unternehmenstätigkeit erkannte. Neben Forschung und Lehre ist Karl-Werner Hansmann als Unternehmensberater für Industrie- und Dienstleistungsunternehmen tätig.
Von 2003 bis 2007 war Hansmann als Vizepräsident der Universität Hamburg verantwortlich für Forschung und internationale Angelegenheiten sowie Chief Information Officer (CIO) der Universität. Im Oktober 2007 war er vorübergehend Präsident der Universität Hamburg. Nach seiner Amtszeit als Vizepräsident setzte Hansmann seine Tätigkeit als ordentlicher Professor und Direktor seines Instituts fort. Gegenwärtig ist er in Forschung und Beratung hauptsächlich auf den Gebieten Finanzwirtschaft, ökonomische Analyse des Eurosystems und europäische Staatsschuldenkrise tätig.

## Forschungsschwerpunkte
Seine aktuellen Forschungsschwerpunkte sind die internationale Finanzkrise incl. Bankenregulierung, die Eurokrise, die Einkommensteuerreform in Deutschland sowie quantitative Analyse- und Prognosemethoden für die Wirtschaft und den Kapitalmarkt.

## Schriften (Auswahl)
- Entscheidungsmodelle zur Standortplanung der Industrieunternehmen. 1972 (Universität Hamburg, Fachbereich Wirtschaftswissenschaften, Dissertation, 1972).
- Dynamische Aktienanlage-Planung. Gabler Verlag, Wiesbaden, 1980. ISBN 3-409-37312-8 (Zugleich Universität Hamburg, Fachbereich Wirtschaftswissenschaften, Habilitationsschrift, 1977).
- Als Herausgeber: Umweltorientierte Betriebswirtschaftslehre. Eine Einführung. Gabler Verlag, Wiesbaden, 1998. ISBN 3-409-13973-7.
- Industrielles Management. Oldenbourg Verlag, 8. Auflage, München/Wien, 2006. ISBN 978-3-486-58058-7.